# Seleção Suíça de Voleibol Feminino
A seleção suíça de voleibol feminino é uma equipe europeia composta pelos melhores jogadores de voleibol da Suíça. A equipe é mantida pela Associação Suíça de Voleibol (Swiss Volley). A equipe se encontra na 34ª posição do ranking mundial da FIVB segundo dados de 6 de outubro de 2015.